# Tiklälibaş dağı
Tiklälibaş dağı (ryska: Гора Тиклалибаш) är ett berg i Azerbajdzjan, på gränsen till Ryssland. Det ligger i den centrala delen av landet, 220 km väster om huvudstaden Baku. Toppen på Tiklälibaş dağı är 3 506 meter över havet, eller 262 meter över den omgivande terrängen. Bredden vid basen är 5,8 km.
Terrängen runt Tiklälibaş dağı är bergig åt nordväst, men åt sydost är den kuperad. Runt Tiklälibaş dağı är det ganska glesbefolkat, med 28 invånare per kvadratkilometer.. Närmaste större samhälle är Bash-Kyungyut, 18,9 km sydväst om Tiklälibaş dağı.
Trakten runt Tiklälibaş dağı består i huvudsak av gräsmarker.